# Jean Hervé
Jean Hervé was een Frans rugbyspeler.

## Carrière
Hervé werd tijdens de Olympische Zomerspelen 1900 werd hij met zijn ploeggenoten kampioen. 

## Erelijst

### Met Frankrijk
- Olympische Zomerspelen: 1900